# لارنس زیتوگل
لورنس زیتوگل (به انگلیسی: Laurence Zitvogel) پزشک فرانسوی است که در زمینه سرطان و ایمنی‌شناسی تخصص دارد. وی تجربه تحقیقات زیادی در زمینه اگزوزوم‌ها و تأثیر بیولوژیکی این ساختارها در نئوپلاسم‌های بدخیم دارد.

## زندگی شخصی
لورنس زیتوگل در سورن، فرانسه در ۲۵ دسامبر ۱۹۶۳ به دنیا آمد او از سال ۲۰۰۱ با همسرش، گیدو کرومر، همکار بوده است.

## تحصیلات
زیتوگل پس از دریافت مدرک پزشکی عمومی تخصص خود را در رشته انکولوژی در سال ۱۹۹۲ از دانشگاه پاریس دریافت نمود و در سال ۱۹۹۵ دکترای خود را در ایمونولوژی در مؤسسه سرطان دانشگاه پیتسبورگ دریافت کرد

## حرفه‌ای
او در سال ۱۹۹۸ مدیر تحقیقات دانشگاه پاریس شد. تحقیقات او روی فلور باکتریایی روده متمرکز است.
زیتوگل یک گروه تحقیقاتی را در مورد ایمونولوژی تومور و ایمنی‌درمانی سرطان در انستیتو گوستاو روسی هدایت می‌کند، شایان ذکر است که تمرکز تحقیقاتی تیم او بر روی کشف و تأیید درمان‌های ترکیبی آنتی‌بادی متمرکز شده است.
او در ویلژوئیف در زمینه سرطان‌شناسی بالینی فعالیت می‌کند و همچنین همزمان مدیر بخش ایمونولوژی تومور و ایمونوتراپی است.

## به رسمیت شناختن
زیتوگل جایزه اینسرم (INSERM) را برای تحقیق در رویکردهای بالینی و درمانی سرطان دریافت کرد. او اولین جایزه انجمن اروپایی آنکولوژی پزشکی (European Society for Medical Oncology) را در سال ۲۰۱۷، در طی سخنرانی خود با عنوان «معرفی میکروبیوم روده به پیچیدگی دستگاه ایمنی ضد سرطان» و برای تحقیقات خود در مورد مکانیسم‌های نظارت ایمنی سرطان. جایزه بیلت لاتور را در سال ۲۰۱۸ از بلژیک به همراه همکارش کرومر دریافت کرد.
ژول ای. هافمن، برنده جایزه نوبل، او را «یکی از برجسته‌ترین شخصیت‌های این زمینه» توصیف کرد.